# Antônio Donadon
Marcos Antônio Donadon conhecido como  Antônio Donadon (Florestópolis, PR, 26 de julho de 1972) é um político brasileiro. Exerceu o cargo de deputado estadual em Rondônia (1995-2014)..
Em 26 de junho de 2013, o deputado, que é irmão do ex-deputado federal Natan Donadon, foi preso no Aeroporto Internacional Governador Jorge Teixeira, quando desembarcava. A polícia civil do estado cumpria mandado de prisão correspondente à sentença condenatória transitada em julgado que envolveu o deputado nos crimes de peculato e supressão de documento público..